# Karl Budde
Karl Ferdinand Reinhard Budde, född 13 april 1850, död 29 januari 1935, var en tysk teolog.
Budde var professor i Gamla testamentets exegetik i Bonn, Strassburg och från 1900 i Marburg. År 1921 blev han emeritus. 
Budde företrädde Julius Wellhausens historisk-kritiska bibelanalys; hans produktion behandlar framför allt Gamla testamentet och Israels religionshistoria.